# Gaston Casimir Saint-Pierre

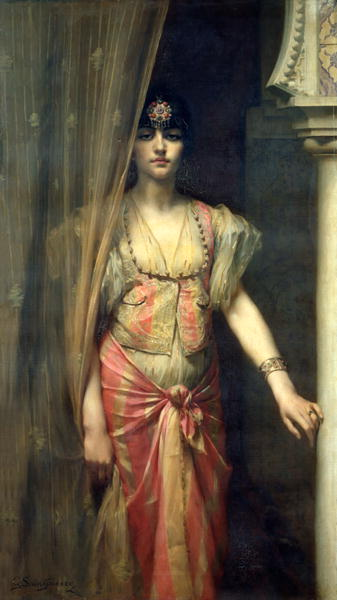
Soudja Sari, Tourcoing, MUba Eugene Leroy.

Gaston Casimir Saint-Pierre (Nimes, 12 de mayo de 1833-París, 18 de diciembre de 1916), fue un pintor francés.

## Biografía
Gaston Casimir Saint-Pierre fue alumno de Léon Cogniet y Charles Jalabert en París, realizó varios viajes al norte de África y Argel de donde trajo numerosos bocetos y dibujos. Entre 1865 y 1916, expuso regularmente en el Salón de los artistas franceses, de donde obtuvo numerosos premios, siendo el primero obtenido en 1868.
En 1900, pintó un lienzo que representaba a Marsella para decorar el gran salón del restaurante Le Train bleu en la Gare de Lyon en París. También realizó paneles decorativos para la Catedral del Sagrado Corazón de Orán.
Saint-Pierre fue ascendido al rango de Oficial de la Legión de Honor en 1903.
Murió el 18 de diciembre de 1916 en su domicilio, en el n. 35, avenida de Wagram en el XVII distrito, y fue enterrado en el cementerio de Montmartre.

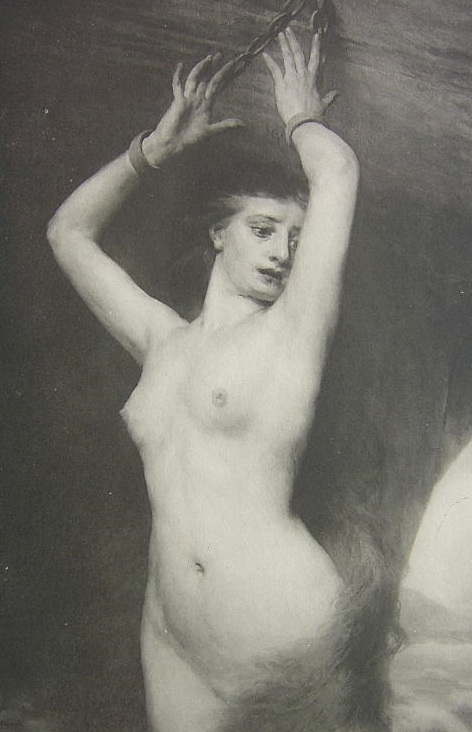
Andrómeda, colección privada.

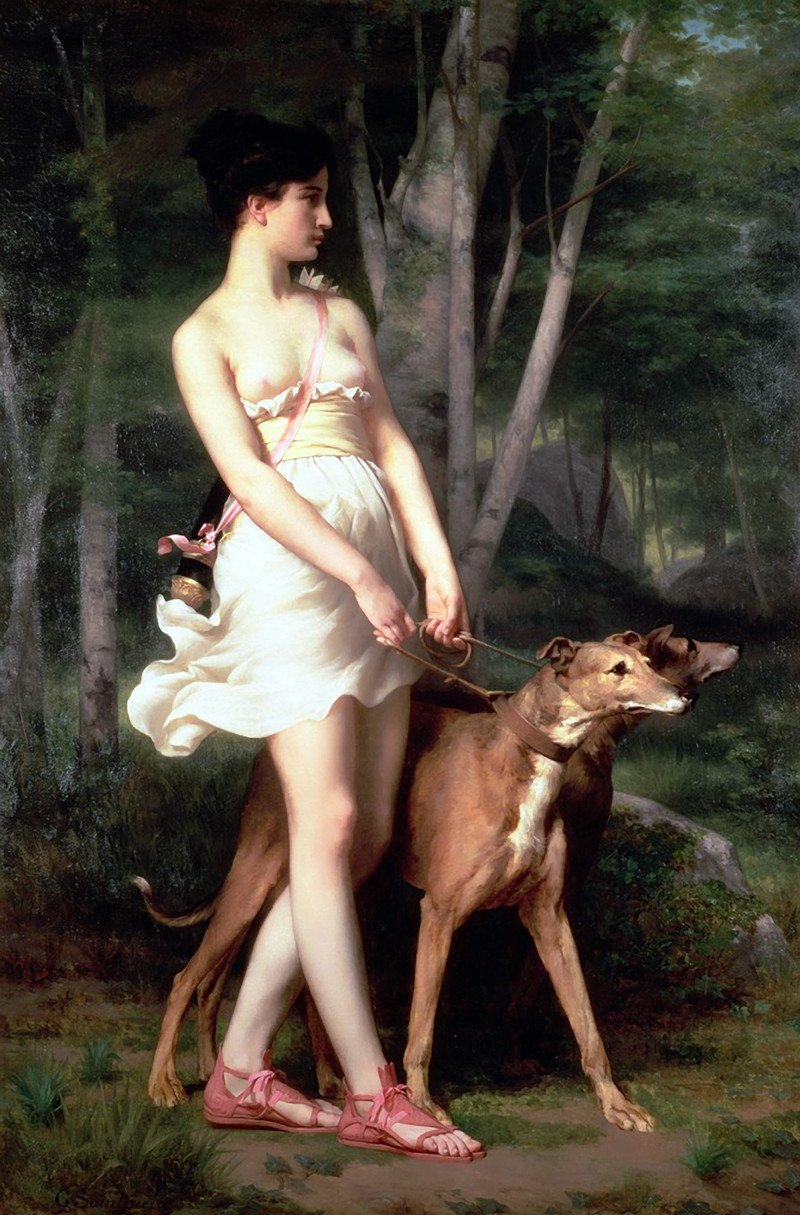
Diana la Cazadora, colección particular.

## Obras en colecciones públicas
- Orán, Catedral del Sagrado Corazón: paneles decorativos.
- Bayona, museo Bonnat: Bacante
- Burdeos, museo de Bellas Artes: Dafne
- Dijon, museo de Bellas Artes: Retrato de una mujer.
- Limoux, museo Pétiet: La Sultana
- Lyon, museo de Bellas Artes: Odalisca reclinada, Saadia
- Narbona, museo de Arte e Historia:
  - Una caricia inesperada
  - Halima
- Marsella, museo de Bellas Artes:
  - La joven de la gacela o la caricia inesperada
  - El sueño de la ninfa
  - niño esmeralda
  - Escucha, memoria del entorno de Tlemcen
- París, Estación de París-Lyon, restaurante Le Train bleu: Marsella
- Tourcoing, Muba Eugene Leroy: Soudja Sari
- Troyes, Museo de Bellas Artes:
  - Retrato de Madame Aguilhon de Sarran
  - La Aurora
- Versalles, Palacio de Versalles: M . Claude Vignon, óleo sobre lienzo[4]

## Grabados
- Esclavos occidentales, cautivos en el norte de África, aguafuerte[5]
- Romance árabe, hacia 1870, fotograbado[5]

## Obras expuestas en el Salón de Artistas Franceses
- 1865: Leda
- 1866: El Sueño de la Ninfa
- 1868: Amor riéndose de sus golpes
- 1870: Despedidas, casas judías en Orán
- 1872: Bacante
- 1873: Indiferencia y ternura
- 1874: Nedjma - Odalisca[6]
- 1880: La Caricia Inesperada
- 1901: Esperando la cita
- 1912: Fortuna
- 1914: La Virgen y el Niño

## Exposiciones
- 1975: galería de bellas artes de Burdeos, «Pompierismo y pintura equívoca», no 52 del catálogo.
- 1976: «Diversas tendencias en la pintura francesa del siglo XIX y principios del XX», museo de Calais, n. 47 del catálogo.
- 1995: «Diez años de adquisiciones, diez años de restauraciones», museo de Narbona, julio a septiembre de 1995.
- 1997: «Parfums d'Orient».[cita requerida]